# Causse
Un causse è un altopiano carsico fortemente eroso caratteristico delle aureole sedimentarie del sud e dell'ovest del Massiccio Centrale francese. Il nome viene dall'occitano e a sua volta deriva dal latino calx, cioè calce.

## Caussedel Massiccio Centrale
Da nord-ovest a sud-est si trovano successivamente :
- i causse del Quercy composti da :
  - causse di Martel
  - causse di Gramat
  - causse di Saint-Chels
  - causse di Limogne
  - causse corrèzien
- i Grands Causses composti da :
  - causse Comtal
  - causse di Sévérac
  - causse di Sauveterre
  - causse Méjean
  - causse Noir
  - causse Rouge
  - causse del Larzac
  - causse di Blandas
  - causse di Campestre (nel Gard)
  - causse di Mende con il suo mont Mimat.

Diverse aree di questi causse sono classificati Natura 2000.